# Stonychophora alpha
Stonychophora alpha är en insektsart som först beskrevs av Heinrich Hugo Karny 1930.  Stonychophora alpha ingår i släktet Stonychophora och familjen grottvårtbitare. Inga underarter finns listade i Catalogue of Life.